# 吉澤嘉代子
吉澤 嘉代子（よしざわ かよこ、1990年6月4日 - ）は、日本のシンガーソングライター。

## 来歴

### 出生〜音楽活動を始めるまで
1990年埼玉県川口市生まれ。血液型はO型。鋳物工場街育ちで、実家は金型の工場を営んでいた。小学5年生から中学時代の5年間、完全に不登校となり、昼の子どもがいない時間帯に図書館に入り浸って小説を読むようになる。

### メジャーデビューまで
父の影響で井上陽水を聴いて育ち、16歳から作詞作曲を始める。
2010年3月、ヤマハ主催のコンテスト「“Music Revolution Song Contest” TOKYO FINAL」において「みどりの月」（未音源化）でオーディエンス賞を受賞。さらに同年11月、ヤマハ主催のコンテスト「“The 4th Music Revolution” JAPAN FINAL」に「ヨシザワカヨコとりんりんズ」名義で出場し、「らりるれりん」でグランプリとオーディエンス賞をダブル受賞。
2013年6月5日、インディーズ 1st mini Album「魔女図鑑」を発売。キャッチコピーは「吉澤嘉代子、ただいま魔女修行中。」。同年11月にshibuya duo MUSIC EXCHANGE でワンマンライブ「ファーストワンマンショウ〜夢で逢えたってしょうがないでshow!〜」を開催。

### メジャーデビュー以降
2014年5月14日、日本クラウン株式会社と株式会社ヤマハミュージックアーティスト、株式会社ヤマハミュージックパブリッシングによる新レーベル「e-stretch RECORDS」の第1弾アーティストとしてミニアルバム「変身少女」でメジャーデビュー。リード曲「美少女」が5月度オリコンFMパワープレイランキング邦楽1位を獲得。
10月22日、2枚目のミニアルバム「幻倶楽部」を発売。
2015年3月4日、初めてのアルバム『箒星図鑑』をリリース。12月、全国8都市を回るワンマンツアー「吉澤嘉代子 秘密ツアー 〜8都市をめぐる秘密公演〜」を開催。
2016年4月、演劇仕立てのステージでアルバム『東京絶景』の世界観を表現する全国ツアー「吉澤嘉代子 絶景ツアー “夢をみているのよ”」を全国7都市で開催。
2016年8月3日、サンボマスター、私立恵比寿中学、岡崎体育、伊澤一葉、ザ・プーチンズ、ORESAMA、曽我部恵一などとのコラボレーションミニアルバム『吉澤嘉代子とうつくしい人たち』をリリース。10月、”吉澤嘉代子とうつくしい人たちツアー”では一人カラオケを楽しむOLに扮し、各公演にゲストを招きコラボ楽曲を演奏する。
2017年12月21日、バンドを結成することを公式ツイッターで発表
。吉澤嘉代子以外のメンバーは弓木英梨乃（KIRINJI）、DJ松永（Creepy Nuts）、ハマ・オカモト（OKAMOTO'S）。その後、澤村一平（SANABAGUN.）が加入
。
2018年3月、東名阪ツアー「ウルトラスーパーミラクルツアー」を開催。
2018年11月、4枚目のアルバム『女優姉妹』をリリース。
2019年10月、全国ツアー「お茶会ツアー2019」を開催。11月には「デビュー5周年記念 吉澤嘉代子のザ・ベストテン」を開催。翌年5月に念願の日比谷野外音楽堂でのライブ開催を発表するも、新型コロナウィルスの影響で中止に。
2020年9月、初のオンラインライブ「通信・すなっく嘉代子」を開催。ライブ終了後、ビクターエンタテインメントへのレーベル移籍を発表。11月25日に移籍第一段シングル「サービスエリア」、コンピレーションアルバム『新・魔女図鑑』を同時リリース。
2021年1月20日、配信シングル『刺繍』をリリース。テレビ東京他で放送されたドラマ「おじさまと猫」のオープニングテーマとして起用された。
3月には、5枚目のアルバム『赤星青星』をリリース。約1年4ヶ月ぶりとなるコンサート「赤青ツアー2021」を3月24日、28日に開催した。6月20日には、昨年コロナによって中止/延期になっていたワンマンライブ「吉澤嘉代子の日比谷野外音楽堂」を開催。
2023年5月9日には、EX THEATER ROPPONGIにて単独公演「アイクリームの日」を開催。7月12日には映画「アイスクリームフィーバー」主題歌として書き下ろしたニューシングル「氷菓子」をリリース。11月15日"青春"をテーマにした二部作の第一弾EP『若草』をリリース。
2024年1月にビクターミュージックアーツへの移籍を発表。「ご縁がありビクターミュージックアーツに所属することとなりました。これまでご一緒してきた大好きなチームに、さらに素敵な仲間たちが加わり、今が人生でいちばん楽しいです。」とコメント。
1月より全国ライブハウスツアー「吉澤嘉代子 Live House Tour “若草”」を開催。3月20日に第二弾EP『六花』をリリース。4月より「吉澤嘉代子 Hall Tour “六花”」を開催。デビュー10周年となる5月14日に単独公演「吉澤嘉代子10周年記念公演〜まだまだ魔女修行中。〜」を開催する。

### 人物
幼少期に、梨木香歩による小説『西の魔女が死んだ』に感銘を受け、魔女への憧れからつぶれた工場の一部屋を自分の部屋として貰い、小学生の間、魔女修行を行う。実際に、おばあちゃんにもらった黒い長いスカート、お年玉で買ったホウキとトランクに詰めたおやつ、飼っていた犬を連れて、その部屋で魔女の修行に日々明け暮れていた。
サンボマスターのライブを観に行ったことをキッカケにミュージシャンの道を志す。「サンボマスターのライブを初めて見た時に、ステージの向こうでお話をしたいっていう下心が芽生え、私も音楽を仕事にしようって自分の中で勝手に決めたんです。」
楽曲作りをはじめたキッカケについては、「曲を作り始めたときに、初めて世の中とつながれたような気がして、すごくラクになったんです。おしゃべりとかふるまいで自分を出すことができなかったので。でも歌はすごく時間をかけて作れるし、相手の反応を待たずに自分の気持ちを発表できるのが、すごく自分に合ってるなって。瞬間瞬間のレスポンスがすごく苦手なんです。音楽は自分を知ってもらうための手段でもあるんだけど、変身願望を満たす手段でもあって。」と語る。
作り上げる音楽性・世界観の才能から、ミュージシャン、芸能人からの評価が高い。
2014年、テレビ朝日「musicるTV」内の人気コーナー「もし売れ」でヒャダイン、綾小路翔が紹介した。2016年には、back numberの清水依与吏が楽曲「綺麗」を絶賛した。
2018年の年始にテレビ朝日系列で放送された「関ジャムの完全燃SHOW」の『蔦谷好位置、いしわたり淳治の売れっ子音楽プロデューサー2人が選ぶ2017年の年間ベストソング特集！』にて、楽曲「残ってる」を揃ってベスト10に挙げた。
2019年にフジテレビ系列で放送された「人と音楽」では、サカナクションの山口一郎が「彼女の歌には自分が絶対に辿り着けない“視点”がある。うらやましい」とコメント。
2021年に開催した、念願の日比谷野外音楽堂ライブでは「マイナスをどうやってフラットに戻すかを考えるようになって、『夢』という言葉をあまり聞かなくなった時代に、自分の夢を叶えることに対して不安もありました。でも、私の大好きな曲を詰め込んで、リハーサルをしていくうちに、過去の自分と何度も出会って、私が歌を歌う理由は、自分が子供だった頃のような子供に向けて歌うことだっていう気持ちをもう一度思い出せたので、これからの自分にとっても大切な一日になりました」とコメント。
女優の吉岡里帆、KIRINJIの弓木英梨乃、白井奈津、阿部真央など、プライベートでも仲が良い。吉岡里帆が出演したミュージックビデオ「ものがたりは今日はじまるの feat.サンボマスター」の公開記者会見イベントでは「いっぱい大変なことがあるのに、ちゃんと綺麗だと思える心が美しくて……それは吉澤嘉代子さんというアーティストの一番素敵なところで。うまく言えないけど、どの曲も大事にみんなに届けようとしているのがわかるから、大好きです」とコメント。
甘いものが苦手で、好きな食べ物は寿司。2021年3月には『赤星青星』発売を祝って寿司ケーキが贈られた。
「世界一受けたい授業」(2023年9月2日OA回)で松本隆が「氷菓子」を紹介。「僕の歌詞のDNA を受け継いでいる」を絶賛。
NHK BS「The Covers」をキッカケに上白石萌歌と出会い、後日「装苑ONLINE」で対談を実施。「素敵な出会いを逃したくなくてお声掛けしました。これからもキュートで魅力に溢れたミューズを追いかけていきたい！」とコメント。
ファーストサマーウイカとは生年月日が同じ。Podcast番組「ハナシはこれから。」にて対談を行い意気投合。「普遍的な気持ちや共感性のある歌詞なのに、全然ありきたりじゃない。寄り添ってきたと思ったら才能とセンスで突き飛ばしてくる。」と絶賛された。

## 使用機材

### ギター
- Gibson L-1
1927年製。2019年5月14日購入[39]。
- Danelectro Dano PRO
弟所有[40]。
- Fender Musicmaster
弟所有[41]。

## ディスコグラフィ

### 配信限定シングル
| 発売日        | タイトル                          | レーベル                   |
| ------------- | --------------------------------- | -------------------------- |
| 2017年8月2日  | 怪盗メタモルフォーゼ -CM Version- | 日本クラウン               |
| 2021年1月20日 | 刺繍                              | ビクターエンタテインメント |
| 2022年1月26日 | 鬼 remixed by 佐藤優介            | ビクターエンタテインメント |
| 2024年1月31日 | 涙の国                            | ビクターエンタテインメント |

### 参加作品
| アーティスト    | 発売日         | タイトル                               | 収録作品                                   | 備考                                 |
| --------------- | -------------- | -------------------------------------- | ------------------------------------------ | ------------------------------------ |
| TTRE            | 2016年7月1日   | くちびるが持つ力 feat.吉澤嘉代子       | 『ブラーリ』                               | ゲストアーティスト。アルバム収録曲。 |
| SOROR（そろる） | 2016年10月8日  | はなせばわかる feat. 吉澤嘉代子        |                                            | ゲストボーカル。配信シングル。       |
| カーネーション  | 2017年9月13日  | Please Please Please                   | 『Suburban Baroque』                       | コーラスで参加。アルバム収録曲。     |
| 清竜人          | 2018年11月14日 | 目が醒めるまで（Duet with 吉澤嘉代子） | 『目が醒めるまで（Duet with 吉澤嘉代子）』 | ゲストボーカル。シングル表題曲。     |
| sumika          | 2019年3月13日  | あの手、この手                         | 『Chime』                                  | ゲストボーカル。                     |
| 橋本由香利      | 2019年4月-     | NHK連続テレビ小説『なつぞら』劇中音楽  |                                            | 劇中音楽の歌唱                       |

### 楽曲提供
| アーティスト名           | 楽曲タイトル         | クレジット | 発売日        | 備考 |
| ------------------------ | -------------------- | ---------- | ------------- | --- |
| 南波志帆                 | 「おとぎ話のように」 | 作詞・作曲 | 2016年4月6日  | のちにシングル「ミューズ」にセルフカバー・バージョンを収録。                                             |
| 私立恵比寿中学           | 「面皰」             | 作詞・作曲 | 2016年4月20日 | クレアラシル「リバイバル-しかも篇」CMソング。                                                            |
| クミコ with 風街レビュー | 「消しゴム」         | 作曲       | 2017年9月27日 | 作詞は松本隆。                                                                                           |
| 私立恵比寿中学           | 「日記」             | 作詞・作曲 | 2018年1月11日 | ドラマ「また来てマチ子の、恋はもうたくさんよ」主題歌。                                                   |
| YUKI                     | 「魔法はまだ」       | 作曲       | 2019年2月6日  | 作詞はYUKI。                                                                                             |
| 私立恵比寿中学           | 「曇天」             | 作詞・作曲 | 2019年3月13日 | |
| 由紀さおり               | 「椿」               | 作詞       | 2019年3月20日 | 作曲は伊澤一葉。                                                                                         |
| 田村芽実                 | 「舞台」             | 作詞・作曲 | 2019年8月21日 | |
| 中島愛                   | 「髪飾りの天使」     | 作詞・作曲 |               | 編曲は清竜人。 TVアニメ「本好きの下剋上 司書になるためには手段を選んでいられません」エンディングテーマ。 |
| 鈴木愛理                 | 「噂のホクロ」       | 作詞・作曲 | 2022年2月2日  | |
| 鈴木愛理                 | 「笑顔」             | 作詞・作曲 | 2022年2月2日  | |
| 山崎育三郎               | 「メロディの続きを」 | 作詞・作曲 | 2024年4月24日 | 作詞は根本宗子と共作。編曲は清竜人。                                                                     |

## ミュージックビデオ

### プロモーション・ビデオ
| 曲名                                            | 監督                  | 公開日         | 出演 |
| 未成年の主張                                    | M & M                 |                | 吉澤嘉代子 |
| 美少女                                          | 吉村瞳                | 2014年5月11日  | 吉澤嘉代子 |
| ケケケ                                          | 山口保幸              | 2014年9月22日  | 吉澤嘉代子 掛札拓郎                                                                                                 |
| 東京絶景                                        | 千原徹也              | 2015年1月6日   | 吉澤嘉代子 |
| ストッキング                                    | 田中のぞみ            | 2015年1月29日  | 吉澤嘉代子 今瀬葵                                                                                                   |
| 泣き虫ジュゴン                                  | 千原徹也              | 2015年3月11日  | 吉澤嘉代子 |
| 綺麗                                            | 大喜多正毅            | 2015年9月28日  | 吉澤嘉代子 |
| ユキカ                                          | 外山光男              | 2015年10月6日  | アニメーション作品                                                                                                  |
| movie                                           | 外山光男              | 2016年4月14日  | アニメーション作品                                                                                                  |
| ものがたりは今日はじまるの feat. サンボマスター | 池田圭                | 2016年6月24日  | 吉岡里帆 吉澤嘉代子                                                                                                 |
| ねえ中学生 feat. 私立恵比寿中学                 | 外山光男              | 2016年10月7日  | アニメーション作品                                                                                                  |
| 地獄タクシー                                    | 杉山弘樹              | 2017年2月16日  | 吉澤嘉代子 ACE |
| 月曜日戦争                                      | 千原徹也 たなかみさき | 2017年5月11日  | アニメーション作品                                                                                                  |
| 残ってる                                        | 千原徹也              | 2017年9月16日  | モトーラ世理奈 |
| ミューズ                                        | 千原徹也              | 2018年6月13日  | 安達祐実 |
| 女優                                            | 枝優花                | 2018年10月2日  | 小川紗良 瀬戸かほ                                                                                                   |
| 最終回                                          | 松永つぐみ            | 2019年2月6日   | 吉澤嘉代子 sugarbeans(ピアノ) 伊藤大地(ドラムス) 木暮晋也(ギター) 湯本淳希(トランペット) 中村尚平(バリトンサックス) |
| サービスエリア                                  | 千原徹也              | 2020年11月25日 | 吉澤嘉代子 |
| 刺繍                                            | 山岸聖太              | 2021年1月20日  | 吉澤嘉代子 |
| 鬼                                              | Ring                  | 2021年3月10日  | アニメーション作品                                                                                                  |
| 鬼 remixed by 佐藤優介                          | Ring                  | 2022年1月26日  | アニメーション作品                                                                                                  |

### リリック・ビデオ
| 曲名               | 公開日         |
| 未成年の主張       | 2013年3月19日  |
| らりるれりん       | 2013年4月5日   |
| 化粧落とし         | 2013年4月19日  |
| 恥ずかしい         | 2013年5月2日   |
| ぶらんこ乗り       | 2013年5月22日  |
| 泣き虫ジュゴン     | 2013年5月31日  |
| シーラカンス通り   | 2014年10月8日  |
| がらんどう         | 2014年10月16日 |
| ちょっとちょうだい | 2014年10月20日 |
| うそつき           | 2014年11月11日 |
| 手品               | 2016年2月3日   |

### ライブ映像
| 曲名           | 会場（公演名）                                     | 収録日         | 公開日         | 制作            |
| 未成年の主張   | 渋谷LUSH                                           | 2013年9月5日   | 2013年9月19日  | SLEEPERS FILM   |
| 未成年の主張   | 渋谷La.mama                                        | 2013年10月2日  | 2013年10月28日 | SLEEPERS FILM   |
| 未成年の主張   | 路上                                               |                | 2013年11月17日 | SLEEPERS FILM   |
| 泣き虫ジュゴン | TSUTAYA O-EAST（ファーストツアー ～妄想文化祭～）  | 2014年11月27日 | 2014年12月23日 |                 |
| 東京絶景       | LIQUIDROOM（秘密ツアー ～8都市をめぐる秘密公演～） | 2015年12月17日 | 2016年2月25日  |                 |
| 残ってる       | ラグナシア（森、道、市場2018）                     | 2018年5月13日  | 2018年8月20日  | SPACE SHOWER TV |

## タイアップ一覧
| 楽曲                     | タイアップ                                                                                          | 備考 |
| ------------------------ | --------------------------------------------------------------------------------------------------- | --- |
| 「美少女」               | 札幌駅JRタワー「アピア」春夏イメージソング（2015年2月 - ）                                          | 1stアルバム『彗星図鑑』収録曲。                                                                              |
| 「ユキカ」               | 札幌駅JRタワー「アピア」秋冬テーマソング（2015年8月 - ）                                            | 2ndアルバム『東京絶景』収録曲。                                                                              |
| 「月曜日戦争」           | 読売テレビ系ドラマ「架空OL日記」主題歌（2017年4月） 映画『架空OL日記』主題歌（2020年2月）           | 書き下ろし。                                                                                                 |
| 「怪盗メタモルフォーゼ」 | 資生堂「インクストローク アイライナー」CMソング（2017年7月）                                        | 書き下ろし。                                                                                                 |
| 「ミューズ」             | テレビ神奈川（tvk）制作の音楽情報バラエティ番組「関内デビル」エンディングテーマ（2018年6月度）      | 書き下ろし。                                                                                                 |
| 「雪」                   | 映画『いつも月夜に米の飯』主題歌（2018年9月）                                                       | 1stアルバム『彗星図鑑』収録曲。                                                                              |
| 「よるの向日葵」         | ミニミニ テレビCM（2019年1月 - ）                                                                   | 4thアルバム『女優姉妹』収録曲。CMは「卒業式の帰り道編」「母のおにぎり編」「父と息子編」3つのバージョンあり。 |
| 「刺繍」                 | テレビ東京ほか、ドラマParavi『おじさまと猫』オープニングテーマ（2021年1月-）                        | 5thアルバム『赤星青星』収録曲。主演：草刈正雄、神木隆之介。                                                  |
| 「氷菓子」               | 映画『アイスクリームフィーバー』主題歌（2023年7月）                                                 | 主演：吉岡里帆、モトーラ世理奈 監督：千原徹也                                                                |
| 「涙の国」               | TBSテレビ ドラマストリーム『瓜を破る～一線を越えた、その先には』 エンディングテーマ（2024年1月 - ） | 主演：久住小春、佐藤大樹（EXILE /FANTASTICS）                                                                |
| 「たそかれ」             | テレビアニメ『誰ソ彼ホテル』オープニングテーマ（2025年1月 - ）                                      | 書き下ろし。                                                                                                 |

## 主なライブ

### 出演イベント（音楽以外）
- 2017年6月17日 - れもんらいふデザイン塾（講師として）
- 2017年9月27日 - She is × ルミネ『CLASS ROOM』（トークイベントゲストとして）
- 2018年8月4日 - 千原徹也と、れもんらいふ デザインの裏側がよくわかる話（トークイベントゲストとして）

## 出演

### テレビドラマ
- 時をかけるな、恋人たち 第1話（2023年10月10日、関西テレビ・フジテレビ） - 綿谷ジュン 役[47]

### ラジオ
- 吉澤嘉代子 魔女日記（2017年、Crimson FM）※6月限定で配信された[48]。

## 関連人物
- 伊澤一葉（ピアニスト）
- 伊藤大地（ドラマー）
- 伊賀航（ベーシスト）
- 岡崎体育（シンガーソングライター）
- カンケ（謎の音楽家）
- ハマ・オカモト（ベーシスト）
- 文月悠光（詩人）
- 松本隆（作詞家）
- 弓木英梨乃（ギタリスト）
- 外山光男（映像作家）
- 清竜人（シンガーソングライター）
- たなかみさき（イラストレーター）
- 権藤知彦（ミュージシャン）
- 吉岡里帆（女優）
- 上白石萌歌（女優）
- LiSA（ミュージシャン）
- ファーストサマーウイカ（タレント）